# Amphisbaena mensae
Amphisbaena mensae este o specie de reptile din genul Amphisbaena, familia Amphisbaenidae, ordinul Squamata, descrisă de Castro-mello în anul 2000. Conform Catalogue of Life specia Amphisbaena mensae nu are subspecii cunoscute.